# Иван Андонов (политик)
Вижте пояснителната страница за други личности с името Иван Андонов.
Иван Борисов Андонов е български инженер-химик, политик от БКП, герой на социалистическия труд.

## Биография
Роден е на 21 март 1942 г. в Дупница. От 1969 г. членува в БКП. Завършва химия в Софийския университет. От 1968 г. е технолог в Химико-фармацевтичния завод в Дупница. От 1973 г. е последователно заместник-директор и директор на завода. В същото време е секретар на Изпълнителния комитет на Градския народен съвет. От 1977 г. е заместник генерален директор на СО „Фармахим“. От 1986 до 1990 г. е кандидат-член на ЦК на БКП.